# Геоложко съхранение на въглероден диоксид
Геоложкото съхранение на въглеродния диоксид (СО2), (на английски: Carbon capture and storage (CCS) или Carbon capture and sequestration), е фундаментален сегмент в технологията за улавянето и съхраняването на въглерода.
Отделянето и съхранението на въглеродния двуокис е процес, който включва отделянето на този газ създаден в резултат от работата на енергетични и промишлени източници, неговият транспорт до мястото за съхранение и дългосрочна изолация от атмосферата на Земята. .
Основната цел на дейността по съхранение на въглеродния диоксид е борбата срещу замърсяване на околната среда и произтичащото от това глобално затопляне. Установената сега концентрация на въглероден диоксид във въздуха е 379‰ и продължава интензивно да се увеличава. Подобна такава висока концентрация на СО2 в земната атмосфера е имало преди около 600 000 години, вероятно в резултат на силна вулканическа дейност.

## Начини за съхранение
Като най-подходящи за мащабно съхранение на СО2 се приемат двете основни възможности:
1. В изчерпани газови и нефтени находища, добре познати от тяхната експлоатация за добив на газ и нефт.
2. В дълбокозалягащи солено – водоносни комплекси (наричани още акюифери), съдържащи неподходяща за пиене вода, която е даже по-солена от морската вода.

Другите възможности, като в базалтови скали и въглищни пластове, са все още в процес на изследване и оценка, но биха могли да осигурят допълнителен потенциал за съхранение в бъдеще.
СО2 се инжектира чрез сондажи в дълбоко-залягащите скални комплекси с пори между зърната или пукнатини. По този начин се замества или компресира съдържащия се флуид в тези празнини, представен от природен газ, вода или нефт. Скални комплекси с добра порестост и проницаемост, наречени колектори или резервоари, са подходящи за съхранение на СО2. Те имат типично присъствие в седиментните басейни и са резултат от седиментното отлагането в геоложкото минало. Дребнозърнестите непроницаеми пластове в същите седиментни басейни, наречени покривки, формират бариери между колекторните комплекси. Природното присъствие на залежи от нефт, газ и даже от чист СО2 в земните недра доказва възможността на резервоарите да ги запазват в продължение на много милиони години.
Подземните скални формации, съдържащи резервоари и покривки, формират сложни структури, които са хетерогенни, неравномерно разпределени и разломени. Цялостното им изучаване и натрупаните познания за тях дават възможност да се оцени тяхната годност за дългосрочно складиране на СО2.
Потенциалните подземни резервоари за СО2 трябва да отговарят на много изисквания, най-съществени от които са:
- наличие на достатъчна порестост, проницаемост и вместващ капацитет;
- наличие на непроницаеми покривки върху тях от неконсолидирани глини, аргилити, мергели и пластични солни седименти, спиращи миграцията на СО2 нагоре;
- наличие на „капано-образуващи структури“, такива като сводово очертани по границата резервоар – покривка, които да задържат излизането на СО2 от тях;
- дълбочината да бъде повече от 800 м, където налягането и температурата са достатъчно високи за съхранение на плътно компресирания СО2 – така се увеличава максимално складираното количество;
- отсъствие на питейна вода в съхраняващия резервоар.

## Национални примери за съхраняващ потенциал
Пример за район, отговарящ на критериите по-горе е Южно-Пермския басейн, простиращ се от Англия до Полша. В него са отложени пясъци през различни етапи от геоложкото минало, след което те са преминали през различни скало-образуващи процеси, довели до запазване на порово пространство запълнено със солена вода, или природен газ и нефт. Участващите в седиментното редуване глини са били уплътнени в непроницаеми пластове, спиращи флуидното издигане. Повечето от пясъчниковите комплекси са на дълбочина 1 – 4 км, където налягането е достатъчно високо за складиране на СО2 в плътна фаза. Солевото съдържание на водонаситените хоризонти в тази дълбочинен интервал нараства от около 100 г/л до 400 г/л, водата е доста по-солена от морската. В този басейн са формирани стотици структури от сводов тип при развитието на солен диапиризъм, което е формирало капани за природен газ. Тези капани, след като бъдат подробно проучени и оценени, са местата за съхранение на СО2 и за осъществяване на пилотни проекти.

## Капацитет за съхранение
Оценките на капацитета за складиране на СО2 са обикновено твърде приблизителни и се основават на пространствения обем на подходящите скални комплекси. Капацитет за складиране на СО2 се оценява в различни мащаби – от национален мащаб за обща представа, до басейнов и резервоарен мащаб с нарастваща прецизност на изчисленията и отчитане на специфичната хетерогенност и сложност на реалния геоложки строеж.
Отделени са различни категории капацитет за съхранение:
- Обемен капацитет: Изчислява се наличния поров обем в резервоарните скали на базата на разпространението, дебелината и свойствата на потенциално подходящите за съхранение скални комплекси.
- Геотехнически капацитет: Оценката на определената зона за съхранение отчита още такива свойства на резервоара и покривката, като инжектируемост, реалната флуидна система и нагнетателната стратегия. Тази оценка изисква детайлна и специфична информация за избраното място, необходима за количествено моделиране на инжектирането на СО2 и миграцията му в рамките на дадена подземна структура.
- Реално-използваем капацитет: Накрая, социално-икономическите фактори решават дали избраното подходящо място действително ще бъде използвано за складиране на СО2. Те включват наличието на подходящи източници на СО2, цената на складирането, сигурността, законовата рамка и общественото отношение. Тези не-технически ефекти върху капацитета са складиране е трудно да се предположат и отчетат предварително.

В заключение може да се каже, че обемният капацитет за съхранение на СО2 в Европа е висок, но такива са и съмненията, особено за дълбоките солени акюифери (водоносни комплекси). Те трябва да са с такъв капацитет, който позволява рентабилно да се развиват необходимите инсталации през следващите няколко десетилетия. Актуализирането и по-нататъшното прецизиране на капацитета за съхранение в Европа е предмет на продължаващо изследване в отделните страни и в рамките на европейския проект СО2Стоп за Европа като цяло.